# Margaret Whiting

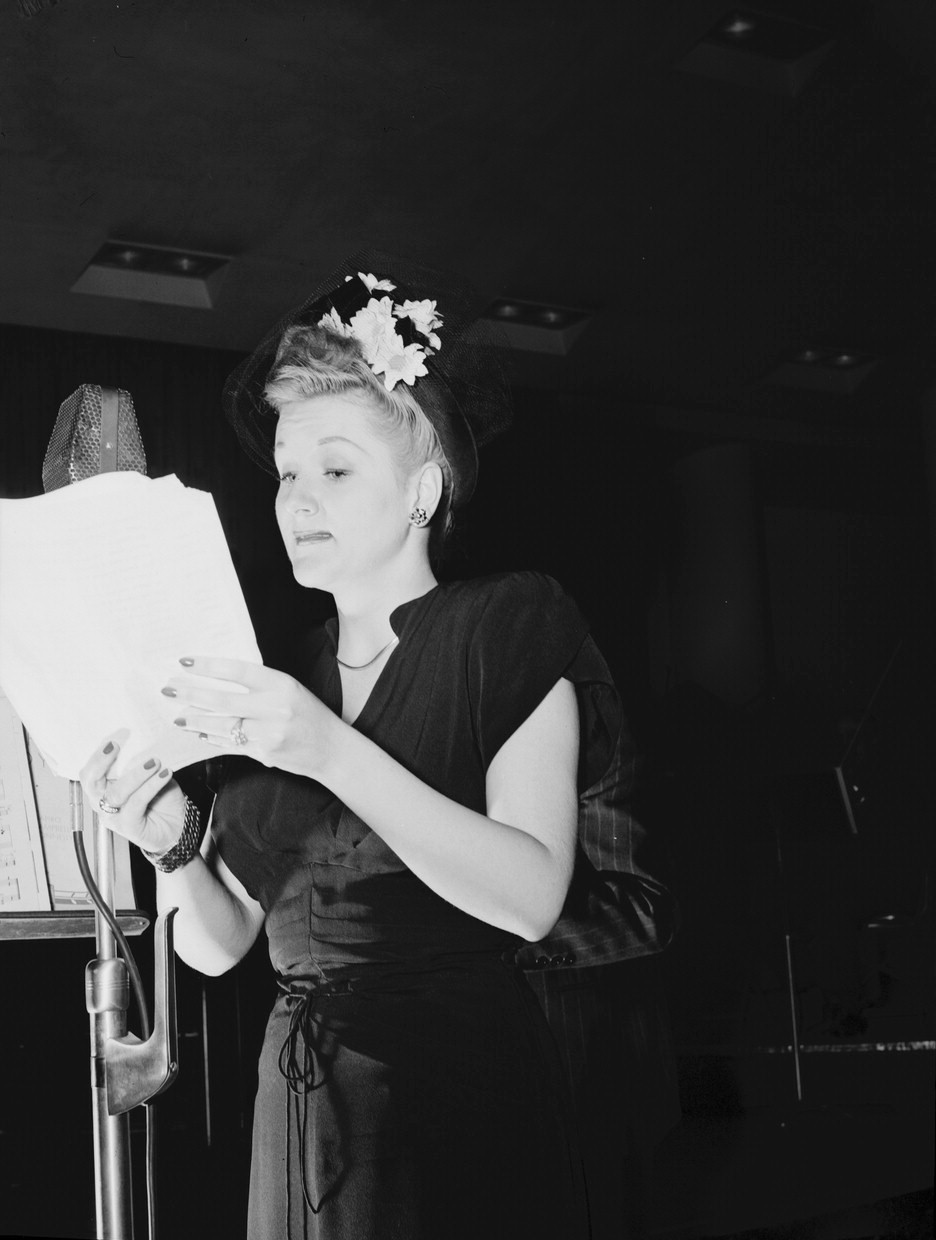
Margaret Whiting.

Margaret Whiting, född 22 juli 1924 i Detroit, Michigan, död 10 januari 2011 i Englewood, New Jersey, var en amerikansk traditionell populärmusiksångerska, aktiv under 1940- och 1950-talen.
Whitings inspelning av "Time after Time" är med i filmen Julie & Julia.
Whiting blev i huvudsak känd genom sina många coverinspelningar av kända artister som Hank Williams och Patti Page.